# ACVRL1
L'ACVRL1 (pour « activin receptor-like kinase 1 »), ou ALK1, est une protéine dont le gène, ACVRL1, est situé sur le chromosome 12 humain.

## Rôles
Il s'agit d'un récepteur au TGF bêta.
Il inhibe l'angiogenèse, utilisant la voie de signalisation Notch.
Il est inhibé par le NRP1.

## En médecine
Une mutation du gène est responsable d'une forme de la maladie de Rendu-Osler, dite de type 2. La diminution de son activité est associée avec celle du VEGFR1 et une augmentation de celle du VEGFR2, expliquant les anomalies vasculaires de la maladie.